# 네르친스크 조약

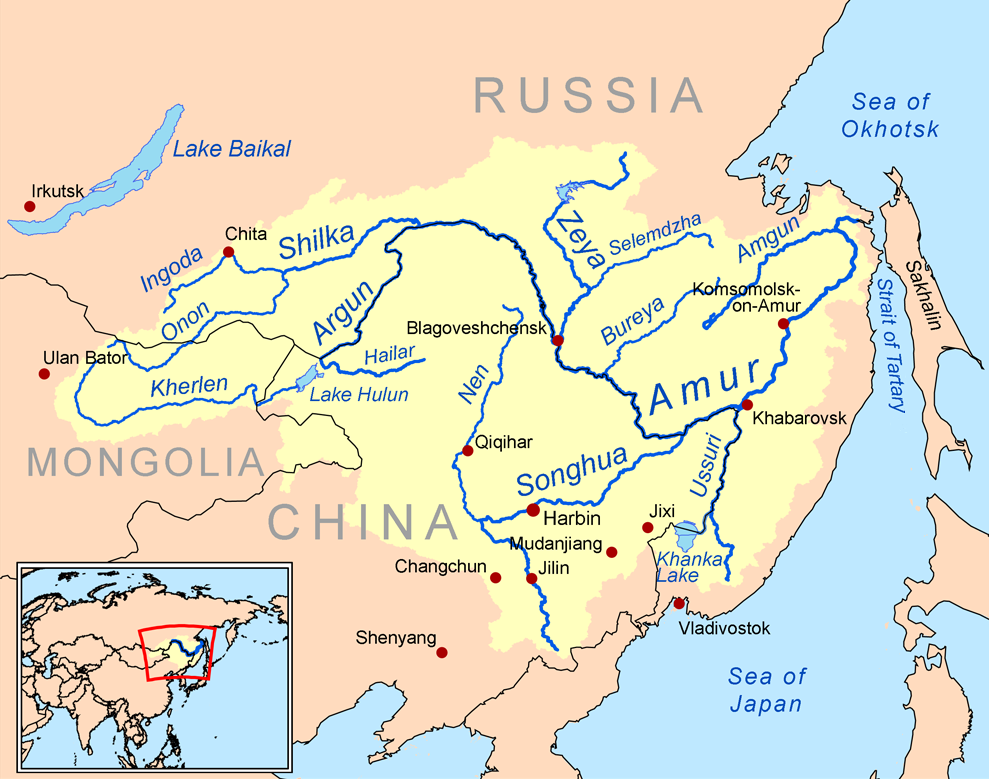
아무르강 일대.

네르친스크 조약(러시아어: Нерчинский договор, 만주어: ᠨᡳᠪᠴᡠ
‍ᡳ
ᠪᠣᠵᡳ
ᠪᡳᡨᡥᡝ Nibcoo-i Bade   Bithe, 중국어: 尼布楚條約)은 러시아 자바이칼 변경주 네르친스크(尼布楚, 니포초)에서 1689년 8월 27일 청나라와 러시아 차르국 사이에 체결된 조약이다.

## 배경
17세기 중엽 러시아는 아무르강(黑龍江, 헤이룽강) 방면으로 진출하면서 네르친스크, 알바진 등에 성을 구축하고, 청나라와 충돌하였다.(청-러시아 국경 분쟁)
청나라는 중국 대륙을 점령한 후 얼마 지나지 않아 국내 정비에 바빴고, 삼번의 난 등으로 인해 여력이 없어서 한동안 러시아 세력의 남진을 제대로 막지 못했다. 한편 러시아는 청과의 통상을 목적으로 여러 차례 베이징에 사절을 보냈으나 모두 실패하였다.
청은 1681년 삼번의 난을 진압한 후 러시아에 본격적으로 반격하기 시작했고, 1685년에는 헤이룽 강 북안의 알바진성을 함락시켰다. 이에 네르친스크로 후퇴한 러시아가 알바진성을 되찾고, 청이 다시 공격하던 중에 휴전이 성립되었다. 그 결과, 청의 전권 대신과 러시아 전권 대신 사이에 조약이 조인되었는데, 이것이 네르친스크 조약이다.

## 조약 내용
조약문은 6개항으로 되어 있다.
̈주요 내용은 다음과 같다.
1. 아무르강의 지류인 아르군강·케르비치강과 외싱안링산맥(外興安嶺, 스타노보이산맥)을 양국간의 국경으로 하고, 알바진성은 파괴할 것
2. 월경자의 인도와 처벌
3. 양국 민간인 사이의 통상의 자유

## 결과
청나라는 러시아와의 분쟁 전에는 별 의미를 두지 않았던 아무르강(헤이룽강)의 북쪽과 스타노보이산맥의 남쪽 사이의 땅에 대한 영토권을 확립하였고, 러시아는 청나라와의 무역을 보장받게 되었다.
이 조약으로 두 나라는 국경을 정하였고, 이후 외몽골과 시베리아 사이의 경계를 정하기 위해 1727년 캬흐타에서 추가로 조약(캬흐타 조약)을 체결했다.

## 같이 보기
- 아이훈 조약
- 베이징 조약
- 청-러시아 국경 분쟁
  - 나선정벌

## 참고 자료
- 이 문서에는 다음커뮤니케이션(현 카카오)에서 GFDL 또는 CC-SA 라이선스로 배포한 글로벌 세계대백과사전의 내용을 기초로 작성된 글이 포함되어 있습니다.